# 加山洞

加山洞

加山洞（ガサンドン）は、韓国ソウルの金川区の洞。
大韓民国ソウル特別市衿井区にある行政区画。

## 交通
- ソウル交通公社、韓国鉄道公社:加山デジタル団地駅

## 中学校
- 加山中学校

## 初等学校
- ソウル加山初等学校